# Vilar de Donas
Vilar de Donas (llamada oficialmente San Salvador de Vilar de Donas) es una parroquia y una aldea española del municipio de Palas de Rey, en la provincia de Lugo, Galicia.

## Otras denominaciones
La parroquia también es conocida por el nombre de O Salvador de Vilar de Donas.

## Organización territorial
La parroquia está formada por veintiséis entidades de población, constando veintitrés de ellas en el nomenclátor del Instituto Nacional de Estadística español:

### Entidades de población
Entidades de población que forman parte de la parroquia:
- A Capela
- A Hermida (A Ermida)
- A Vila
- Casanova
- Castrovilar (Castro Vilar)
- Costa (A Costa)
- Devesa (A Devesa)
- Ferradal (Ferradal Novo)
- Ferradal Vello
- Lamaboa (Lama Boa)
- Lamparte
- Luxilde
- Marronteiro
- Muíño de Devesa
- Piñeiro
- Ramil
- Vilamourel
- Vilar (O Vilar)
- Vilar de Donas
- Vilaverde
- Ximonde

### Despoblados
Despoblados que forman parte de la parroquia:
- A Estrela
- Castro
- Pintureira (A Pintureira)
- Reboredo
- Tiúlfe

## Demografía

### Parroquia
| Gráfica de evolución demográfica de Vilar de Donas (parroquia) entre 2000 y 2020 |
|                                                                                  |
| Datos según el nomenclátor publicado por el INE.                                 |

### Aldea
| Gráfica de evolución demográfica de Vilar de Donas (aldea) entre 2000 y 2020 |
|                                                                              |
| Datos según el nomenclátor publicado por el INE.                             |